# Drocourt, Yvelines
Drocourt là một xã thuộc tỉnh Yvelines, trong vùng Île-de-France, Pháp, située à 18 km environ về phía đông bắc de Mantes-la-Jolie et à 9 km về phía tây bắc de Meulan.
Các xã giáp ranh: Aincourt về phía bắc, Saint-Cyr-en-Arthies về phía tây, Montalet-le-Bois về phía đông và Fontenay-Saint-Père về phía nam.

## Biến động dân số
| 1793 | 1800 | 1806 | 1821 | 1831 | 1836 | 1841 | 1846 | 1851 |
| ---- | ---- | ---- | ---- | ---- | ---- | ---- | ---- | ---- |
| 300  | 275  | 293  | 245  | 253  | 244  | 238  | 243  | 234  |

| 1856 | 1861 | 1866 | 1872 | 1876 | 1881 | 1886 | 1891 | 1896 |
| ---- | ---- | ---- | ---- | ---- | ---- | ---- | ---- | ---- |
| 230  | 242  | 236  | 240  | 240  | 263  | 263  | 262  | 273  |

| 1901 | 1906 | 1911 | 1921 | 1926 | 1931 | 1936 | 1946 | 1954 |
| ---- | ---- | ---- | ---- | ---- | ---- | ---- | ---- | ---- |
| 245  | 224  | 217  | 184  | 181  | 181  | 203  | 201  | 214  |

| 1962                                         | 1968 | 1975 | 1982 | 1990 | 1999 | - | - | - |
| -------------------------------------------- | ---- | ---- | ---- | ---- | ---- | - | - | - |
| 240                                          | 231  | 311  | 355  | 385  | 407  | - | - | - |
| Số liệu kể từ 1962 : dân số không tính trùng |      |      |      |      |      |   |   |   |

## Hành chính
| Danh sách các thị trưởng               |           |                   |      |         |
| Giai đoạn                              | Giai đoạn | Tên               | Đảng | Tư cách |
| tháng 3 năm 2001                       | 2008      | Dominique Pierret |      |         |
| Tất cả các dữ liệu trước đây không rõ. |           |                   |      |         |